# 클린트 힐 (경호원)
클린턴 J. "클린트" 힐(영어: Clinton J. "Clint" Hill, 1932년 1월 4일 ~ 2025년 2월 21일)은 드와이트 D. 아이젠하워부터 5명의 미국 대통령 밑에서 근무한 전직 미국 비밀경호국 요원이다. 힐은 1963년 11월 22일 존 F. 케네디 대통령의 자동차 행렬에 있는 동안 그의 용기 있는 행동으로 가장 잘 알려져 있다. 케네디는 텍사스의 댈러스에서 암살당했다.
암살이 일어나는 동안 힐은 대통령 리무진 뒤에 있는 비밀 경호국의 후속 차량에서 달려나와 차가 파크랜드 메모리얼 병원으로 달려갈 때 그 뒤로 뛰어올라 재클린 케네디와 피해를 입은 대통령을 자신의 몸으로 가렸다. 이 행동은 저프루더 필름에서 기록되었다. 힐은 그날 대통령 리무진에 탑승한 마지막 생존자였다.